# Pteraster acicula
Pteraster acicula is een zeester uit de familie Pterasteridae.
De wetenschappelijke naam van de soort werd in 1970 gepubliceerd door Maureen Downey.